# Gisella Brandi

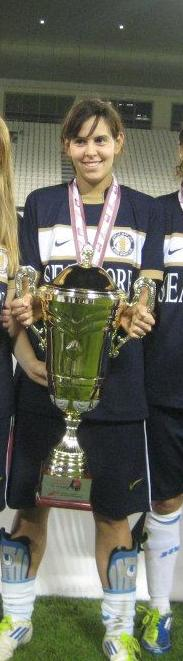
Gisella Brandi - Champion Women´s Cup

Gisella Brandi Cuasnicú (Las Palmas de Gran Canaria, 18 de junio de 1986) licenciada en comunicación audiovisual, estudiante de psicología y jugadora de fútbol profesional.

## Historia
Nació en Gran Canaria pero se trasladó a Alicante con 13 años, a los 18 se mudó a Murcia para comenzar sus estudios en Comunicación audiovisual. Con 20 años se trasladó a Madrid a continuar sus estudios en la Universidad Rey Juan Carlos, compaginó la carrera con prácticas en medios audiovisuales y estudios de interpretación y música. En cuanto a su carrera deportiva, desde los 3 años hasta los 16 jugó al tenis en alta competición, pero finalmente se decantó por el fútbol. Es mediapunta y es, ambidiestra. Ha militado en el Murcia Féminas dos temporadas y en el equipo universitario de fútbol sala, logrando 2 subcampeonatos de España.
En Madrid continuó jugando en el C.F. Pozuelo durante 5 años, consiguiendo el ascenso a la Primera División femenina. En 2013 llegó al Al-Khor, un equipo de Qatar, para reforzarlo para la segunda vuelta de la liga. Gisella fue de las jugadoras más destacadas tanto por su aportación con goles como con su juego, lo que ayudó a conseguir el título de liga y la Women´s Cup.

### Radio
- http://www.cadenaser.com/deportes/audios/larguero-parte-01-05-2013/csrcsrpor/20130502csrcsrdep_8/Aes/ (enlace roto disponible en Internet Archive; véase el historial, la primera versión y la última).
- http://www.cadenaser.com/deportes/audios/acento-robinson-13-09-2013-religion-deporte/csrcsrpor/20130913csrcsrdep_8/Aes/ Archivado el 14 de septiembre de 2013 en Wayback Machine.

### Televisión
- https://web.archive.org/web/20131005204730/http://www.canalplus.es/play/video.html?xref=20130916plucanftb_18.Ves
- http://www.lasexta.com/noticias/deportes/blanca-crespo-alcohol-esta-prohibido-celebraciones_2013060700208.html Archivado el 5 de marzo de 2016 en Wayback Machine.

### Prensa
- http://futbol.as.com/futbol/2013/05/09/mas_futbol/1368126210_350975.html
- http://www.marca.com/2013/05/04/futbol/futbol_femenino/1367658762.html
- http://www.sport.es/es/noticias/resto-del-mundo/aliron-espanol-catar-2379523
- http://www.mundodeportivo.com/20130415/futbol/femenino/qatar-gisella-brandi-blanca-crespo_54371139914.html

- Datos: Q16297903
- Multimedia: Gisella Brandi / Q16297903